# Duvaucelia lineata
Duvaucelia lineata is een slakkensoort uit de familie van de tritonia's (Tritoniidae). De wetenschappelijke naam van de soort werd in 1848, als Tritonia lineata, voor het eerst geldig gepubliceerd door Alder & Hancock, Deze soort werd in 2020 verplaatst naar het geslacht Duvaucelia.

## Beschrijving
Het lichaam van D. lineata is doorschijnend wit, maar soms is er een roze tint aanwezig. Er zijn twee witte lijnen zichtbaar die lopen van de basis van de rinoforen, langs de rug en bij de punt van staart bij elkaar komen. Het hoofd draagt 4 orale tentakels die getipt zijn met wit pigment. Er kunnen maximaal 6 paar boomachtige kieuwen op de rug van het dier aanwezig zijn. Volwassenen slakken kunnen 34 mm lang worden.

## Verspreiding
Duvaucelia lineata wordt gevonden op verspreide plaatsen aan de kusten van Groot-Brittannië en Ierland en in het zuiden van Noorwegen en Bretagne, Frankrijk. Het is ook gemeld vanuit de Adriatische Zee, Kroatië.